# Патси Клайн
Патси Клайн (на английски: Patsy Cline) е американска кънтри певица, сред най-добрите вокалистки в този жанр.
Започва кариерата си през 1955 г. Въпреки че записва 17 сингли за първите 5 години, нейната популярност е незначителна. Тя няма избор и контрол над материала, който изпълнява, и повечето продуценти я свързват с автори, които пишат старомодна музика.
През 1960 г. тя сменя продуцентите и преминава от Four Star Records в Decca Records. Пикът на нейната кариера настъпва, когато изпълнява песента Crazy, написана от Уили Нелсън.
През юни 1961 г. тя претърпява автомобилна катастрофа, която я оставя обезобразена. Две години по-късно, през март 1963 г. загива в самолетна катастрофа. Има 2 брака и дъщеря.